# Песнь палача (фильм)
«Песнь палача» — телефильм 1982 года режиссёра Лоуренса Шиллера с Томми Ли Джонсом в главной роли. Основан на реальных событиях. Экранизация одноимённого романа.

## Сюжет
Фильм рассказывает о последних 9 месяцах жизни хладнокровного убийцы Гэри Гилмора (Томми Ли Джонс), приговорённого к смертной казни.

## В ролях
- Томми Ли Джонс — Гэри Марк Гилмор
- Розанна Аркетт — Николь Бэйкер
- Кристин Лахти — Брэнда Никол
- Илай Уоллак — дядя Верн
- Дженни Райт — Эйприл Бэйкер
- Рэнс Ховард — лейтенант Джонсон
- Чарльз Сайферс — Ноэлл Вуттон
- Грейс Забриски — Кэтрин Бэйкер
- Уолтер Олкевич — Пит Гэлован

## Награды и номинации
- 1983 — 2 премии «Эмми» в категориях «Лучшие редакторы звука к фильму» и «Лучший актёр мини-сериала».